# Sư phạm phê phán

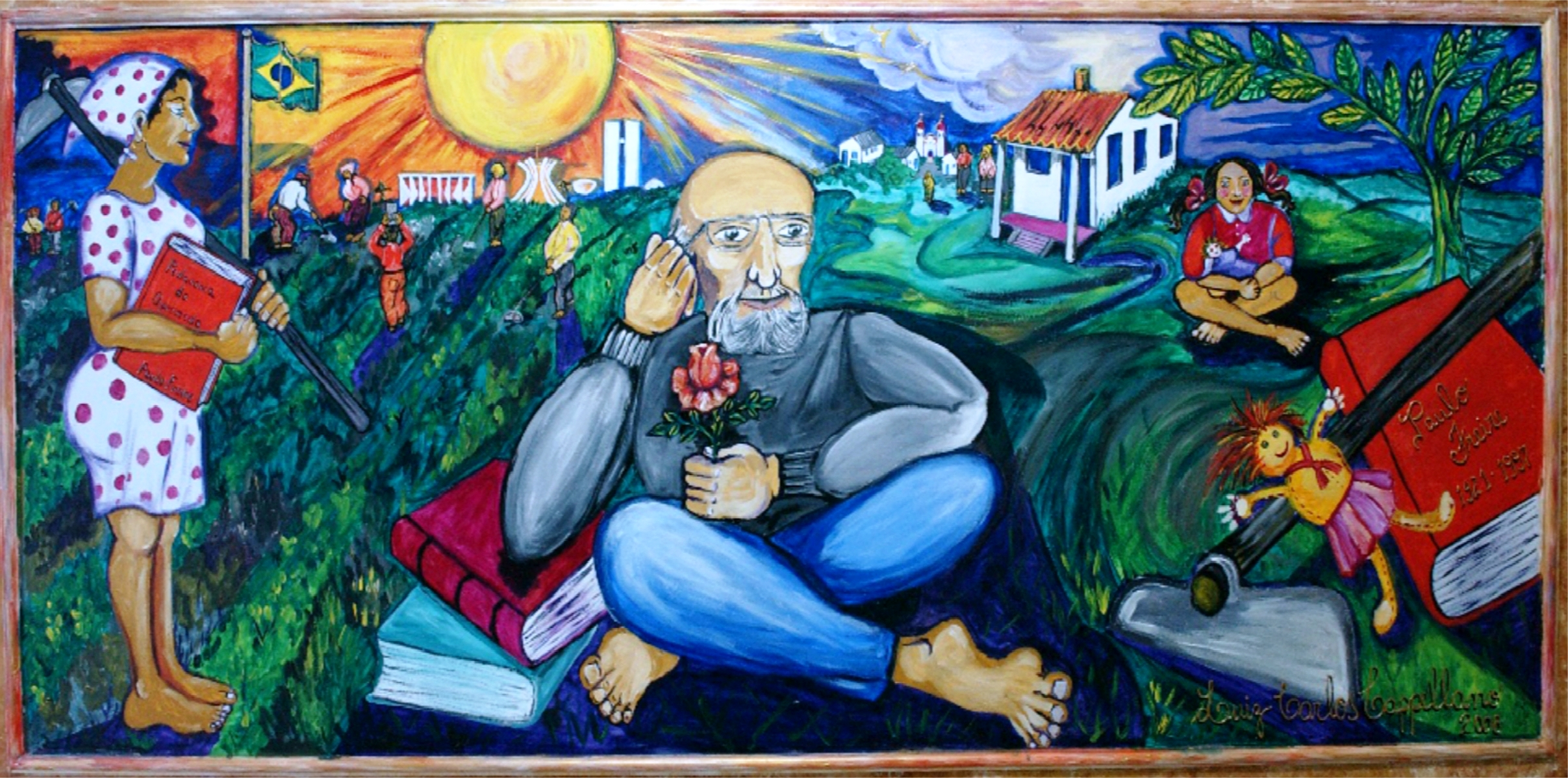
Sư phạm phê phán

Sư phạm phê phán là một phương pháp giảng dạy nhằm giúp người học đặt câu hỏi đối với và thách thức lại sự thống trị, và những niềm tin và thực hành mang tính thống trị. Nói một cách khác, đây là một lý thuyết và thực tiễn giúp người học đạt được nhận thức phê phán. Ira Shor, nhà giáo dục sư phạm phê phán, định nghĩa sư phạm phê phán là
Những nếp nghĩ, đọc, viết và nói tìm xuống dưới ý nghĩa bề mặt, những ấn tượng ban đầu, những thần thoại chủ đạo, những lời tuyên bố chính thức, những khuôn sáo lâu đời, những châm ngôn vững chắc, và những ý kiến đơn thuần, để hiểu được ý nghĩa sâu sắc, nguyên nhân cội rễ, bối cảnh xã hội, ý thức hệ, và những hệ quả cá nhân của hành động, sự kiện, hiện vật, quá trình, tổ chức, trải nghiệm, văn bản, vấn đề, chính sách, truyền thông đại chúng, hoặc diễn ngôn (Trao quyền Giáo dục, 129).
Trong cách giảng dạy này, nhà giáo dẫn dắt học sinh nghi vấn những ý thức hệ và thực hành được coi là áp chế (bao gồm ngay cả chính những gì diễn ra trong nhà trường), và khuyến khích những hành động cá nhân và tập thể giải phóng bản thân ra khỏi những điều kiện thực tế trong đời sống của chính mình.
Người học thường xuất phát như thành viên một nhóm hoặc một quá trình mà họ cần tìm hiểu một cách phê phán (bao gồm tôn giáo, bản sắc quốc gia, các chuẩn mực văn hóa, hoặc những vai trò được trông đợi). Sau khi đã đạt tới điểm thức nhận, ở đó người học bắt đầu nhận ra xã hội hiện tại của họ có vấn đề sâu sắc, họ sẽ được tiếp tục cổ vũ chia sẻ tri thức này nhằm vào một nỗ lực hướng tới thay đổi bản chất áp bức của xã hội.

## Các chủ đề
Để khuyến khích người học thay đổi quan điểm từ chỗ chấp nhận những chuẩn mực xã hội (mà những người phê phán cho là dễ dãi) sang phê phán một cách độc lập (mà xã hội chủ lưu cho rằng mang tính hoài nghi yếm thế), giảng viên thường đưa ra những thách thức đối với các biểu tượng anh hùng hoặc thứ lịch sử tự tô vẽ, sử dụng những bài viết mâu thuẫn hoặc những quan điểm từ bên ngoài về cùng một chủ đề.
Các thí dụ tổng quát
Để cổ vũ học sinh có cái nhìn phê phán, nhà giáo có thể dùng những cách sau đây để thách thức những hệ thức được chấp nhận chung trong xã hội của học sinh:
- Yêu cầu học sinh tìm hiểu về một cuộc chiến tranh mà xã hội của họ tiến hành và cho rằng cuộc chiến đó là chính đáng, rồi đánh giá một cách phê phán xem cuộc chiến đó có đáp ứng đúng những chuẩn mực của một cuộc chiến tranh chính nghĩa hay không.
- Khuyến khích học sinh khám phá những vấn đề quyền lực trong chính gia đình của mình.
- Dẫn dắt học sinh xem xét những thông điệp cơ bản của văn hóa phổ thông và truyền thông đại chúng.
- Đề nghị đánh giá những cuộc tranh luận hiện đang diễn ra trong xã hội đương đại, như tính chính đáng của chính phủ Hoa Kỳ trong việc chi tiêu cho vũ khí hạt nhân thay vì các chương trình sức khỏe quốc tế.
- Đặt ra câu hỏi liệu vị hoàng đế trong câu chuyện ẩn dụ trên thực tế có mặc quần áo không.
Những ví dụ khái niệm trong thực tế thường được đưa ra để khuyến khích tư duy phê phán là:
Thách thức truyền thuyết tôn kính về Christopher Columbus và dẫn dắt người học khảo cứu các nguồn tư liệu gốc do nhân vật này để lại hoặc về nhân vật này. Có thể gợi ý dùng các nguồn như Huyền Thuyết, hoặc những nguồn khác cho thấy những quan điểm không thống nhất về di sản do những nỗ lực của nhân vật này mang lại.

## Kết quả
Kết quả thông dụng của phương pháp giảng dạy này là khiến cho học sinh lần đầu tiên nhìn nhận những khía cạnh nhất định trong lối sống, quốc gia, hoặc văn hóa của họ một cách tiêu cực.
Thí dụ, một người theo cách học này khi nghiên cứu về văn hóa Hoa Kỳ có thể phát triển một nhãn quan cho rằng hầu hết mọi người trong xã hội Tây phương đều sống như mộng du giữa sự tồn tại tầm thường vô vị của tiêu dùng, sự phục tùng, và những lời tuyên truyền, và rằng họ cần phải được thức tỉnh.

## Kêu gọi hành động
Hầu hết giáo viên đều khuyến khích những học sinh nào đã đạt tới sự khai sáng thì chia sẻ tri thức của mình nhằm vạch trần những thất bại của xã hội để thúc đẩy sự thay đổi tích cực. Tuy nhiên những nhà sư phạm phê phán khác lại hoài nghi về những lời tuyên bố được đưa ra trong một số diễn ngôn giải phóng hiện đại. Thay vì tìm cách 'khai sáng' cho những kẻ 'dễ dãi', những giáo viên này khám khá những khái niệm về bản sắc, lịch sử, dục vọng, v.v. cùng với người học, và lời kêu gọi hành động tiếp theo là do chính người học tự đưa ra.
Thí dụ

## Lịch sử
Trong thời kỳ phân biệt chủng tộc (apartheid) ở Nam Phi, phong trào cấp tiến hợp pháp được chế độ cho phép đã thôi thúc thành viên của Liên đoàn Nhà giáo cực tả của Nam Phi áp dụng sư phạm phê phán với tâm điểm là chống phân biệt chủng tộc ở các trường học và nhà tù ở Cape Town. Các nhà giáo hợp tác với nhau một cách không chặt chẽ tìm cách làm băng hoại học trình phân biệt chủng tộc và cổ vũ khảo cứu phê phán những điều kiện xã hội và chính trị bằng nhãn quan của những ý thức hệ dân chủ và nhân văn. Nỗ lực của những nhà giáo đó được thừa nhận là đã ủng hộ cho sự phản kháng và chủ nghĩa hành động của sinh viên[1].